# José Luis Almandoz
José Luis "Peli" Almandoz Lekuona (San Sebastián, Guipúzcoa, 16 de enero de 1938-ibid., 4 de marzo de 2013) fue un remero español que tomó parte en los Juegos Olímpicos de Roma 1960.

## Biografía
Nació en San Sebastián en 1938. Desde los 16 años remó en Ur-Kirolak, equipo donostiarra de banco móvil, formando parte del bote de ocho con timonel del club. Con este se proclamó en 11 ocasiones campeón de España.
- 1954 - Tercer clasificado en Campeonato de España de 4 con timonel.
- 1954 - Campeón de España de 8 con timonel.
- 1956 - Campeón de España de 8 con timonel.
- 1957 - Campeón de España de 8 con timonel.
- 1958 - Subcampeón de España de 8 con timonel.
- 1959 - Campeón de España de 8 con timonel.
- 1960 - Campeón de España de 8 con timonel.
- 1961 - Campeón de España de 8 con timonel.
- 1962 - Campeón de España de 8 con timonel.
- 1963 - Campeón de España de 8 con timonel.
- 1964 - Campeón de España de 8 con timonel.
- 1965 - Campeón de España de 8 con timonel.
- 1966 - Campeón de España de 8 con timonel.
- 1968 - Subcampeón de España de 2 sin timonel.

El equipo de ocho con timonel de Ur Kirolak que se proclamó campeón de España en 1960 fue seleccionado para tomar parte en los Juegos Olímpicos de Roma. Su papel en la Olimpiada fue muy discreto ya que quedaron últimos en la serie que en la que participaron y en la serie de repesca. Su hermano José Antonio también fue integrante del equipo seleccionado para Roma 1960.
También participó en los Juegos Mediterráneo de 1963.
En banco fijo fue integrante de la trainera de San Sebastián, pasando más tarde a los veteranos. Siguió compitiendo en diferentes modalidades hasta 1981, cuando pasó a convertirse en entrenador del club tanto en banco móvil como fijo. También fue directivo de Ur-Kirolak. Varios de sus hijos también fueron remeros en el club.

## Participaciones en Juegos Olímpicos
- Roma 60, Ocho con timonel.